# ويلسون بلاسيوس
ويلسون روبرتو بالاسيوس سوازو (بالإسبانية: Wilson Roberto Palacios Suazo) (ولد في 29 يوليو 1984) هو لاعب كرة قدم الهندوراسي الدولي الذي يلعب في الدوري الممتاز الإنجليزي لنادي توتنهام هوتسبر. ولد في لاسيبا، لعب لفيكتوريا وأولمبيا في هندوراس قبل أن ينتقل إلى انكلترا حيث لعب لفريق برمنغهام سيتي وويجان أتلتيك. في عام 2009 انضم إلى توتنهام هوتسبر، ويلعب قي يمين خط الوسط. وقد ساعد قي تأهل الهندوراس لنهائيات كأس العالم 2010 للمرة الثانية في تاريخهم.

## روابط خارجية
- ويلسون بلاسيوس على موقع الاتحاد الدولي (مؤرشف)  (الإنجليزية)
- ويلسون بلاسيوس على موقع قاعدة بيانات كرة القدم.إي يو (الإنجليزية)
- ويلسون بلاسيوس على موقع ناشيونال فوتبول تيمز (الإنجليزية)
- ويلسون بلاسيوس على موقع Soccerbase.com (لاعب) (الإنجليزية)
- ويلسون بلاسيوس على موقع Soccerway.com (الإنجليزية)
- ويلسون بلاسيوس على موقع عالم كرة القدم.نت (الإنجليزية)
- ويلسون بلاسيوس على موقع كووورة
- ويلسون بلاسيوس على موقع AS.com (الإسبانية)